# Instituto de Tecnologia de Massachusetts
Instituto de Tecnologia de Massachusetts (em inglês:  Massachusetts Institute of Technology) é uma universidade de pesquisa localizada em Cambridge, Massachusetts, Estados Unidos. Fundada em 1861, em resposta à crescente industrialização dos Estados Unidos, o MIT adotou um modelo europeu de universidade politécnica e salientou a instrução laboratorial em ciência aplicada e engenharia. Segundo o ranking de 2022 da QS (Quacquarelli Symonds), um dos mais conceituados do mundo, o MIT é a melhor universidade do mundo, posição que ocupa há dez anos consecutivos.
Os afiliados do Instituto trabalharam em computadores, radares e em sistemas de navegação inercial durante a Segunda Guerra Mundial e da Guerra Fria. A pesquisa de defesa pós-guerra contribuiu para a rápida expansão do corpo docente e do campus sob o comando de James Killian. O atual campus de 68 hectares foi inaugurado em 1916 e se estende por 1,6 quilômetro ao longo da margem norte da bacia do rio Charles.
O MIT, com cinco escolas e uma faculdade que contêm um total de 32 departamentos, frequentemente ocupa o topo dos rankings das melhores universidades do mundo. É também classificado como a melhor universidade do mundo para 12 áreas distintas: Arquitetura e Planejamento Urbano; Ciência da Computação; Química; Engenharia Química; Engenharia Civil; Economia; Engenharia Elétrica e Eletrônica; Engenharia Mecânica e Aeronáutica; Linguística; Matemática; Física e Astronomia; e Estatística. O instituto é tradicionalmente conhecido por sua pesquisa e educação nas ciências físicas e na engenharia, e mais recentemente na biologia, economia, linguística e administração. 
Até 2022, foram afiliados ao MIT 98 laureados com o Prêmio Nobel, 58 que receberam a Medalha Nacional de Ciências, 44 astronautas e dois ganhadores da Medalha Fields. A escola tem uma forte cultura de inovação e empreendedorismo, e as receitas agregadas das empresas fundadas por ex-alunos do MIT seriam, juntas, classificadas como a décima primeira maior economia do mundo.
Os ex-alunos do MIT, em geral, tem a maior média salarial entre todas as universidades. Recém-formados ganham em média $ 93 700,00 dólares por ano, enquanto profissionais de média carreira tem rendimentos anuais de $ 167 200,00 dólares.

## História
No início de 1859, a Assembleia Legislativa do Estado de Massachusetts criou uma proposta de uso das terras recém-inauguradas em Back Bay, em Boston, para um museu e um Conservatório da Arte e Ciência. Em 1861, o Estado de Massachusetts aprovou uma carta para a incorporação do “Instituto de Tecnologia de Massachusetts e Sociedade de História Natural de Boston” apresentado por William Barton Rogers. Rogers procurou estabelecer uma nova forma de ensino superior para enfrentar os desafios colocados pelo rápido avanço da ciência e tecnologia durante meados do século XIX com os quais as instituições clássicas estavam mal preparadas para lidar com esse avanço.
O “Plano de Rogers”, como veio a ser conhecido, refletiu o modelo de universidade alemã de pesquisa, destacando uma faculdade independente envolvida na investigação, bem como na instrução orientada em torno de seminários e laboratórios. Rogers propôs que esta nova forma de educação deve ser enraizada em três princípios: o valor educativo do conhecimento útil, a necessidade de "aprender na prática" e integrar a educação artística e profissional liberal a nível de graduação.
Por razão do conflito aberto durante a Guerra Civil Americana eclodir poucas semanas após ter recebido a carta, as primeiras aulas do MIT tiveram que ser realizadas em um espaço alugado no edifício da Junta Comercial no centro de Boston em 1865. Apesar de que era para ser localizado no centro de Boston, a missão do novo instituto correspondeu a intenção de "1862 Morrill Land-Grant Colleges Act" para financiar as instituições: "promovendo a educação liberal e a prática das classes industriais."
Embora o estado de Massachusetts tenha fundado o que viria a ser a Universidade de Massachusetts, nos termos do presente ato, o MIT também seria uma escola com concessão de terras. Dessa forma, tiveram que ir em direção a novos edifícios em Back Bay de Boston, em 1866; MIT foi chamado de "Boston Tech". Durante o próximo meio século, o foco da ciência e currículo da engenharia foram primordialmente vocacionais invés de teóricos. O MIT rejeitou a proposta da Universidade de Harvard (também em Cambridge) de unir MIT com Harvard's Lawrence Scientific School.

## Estrutura

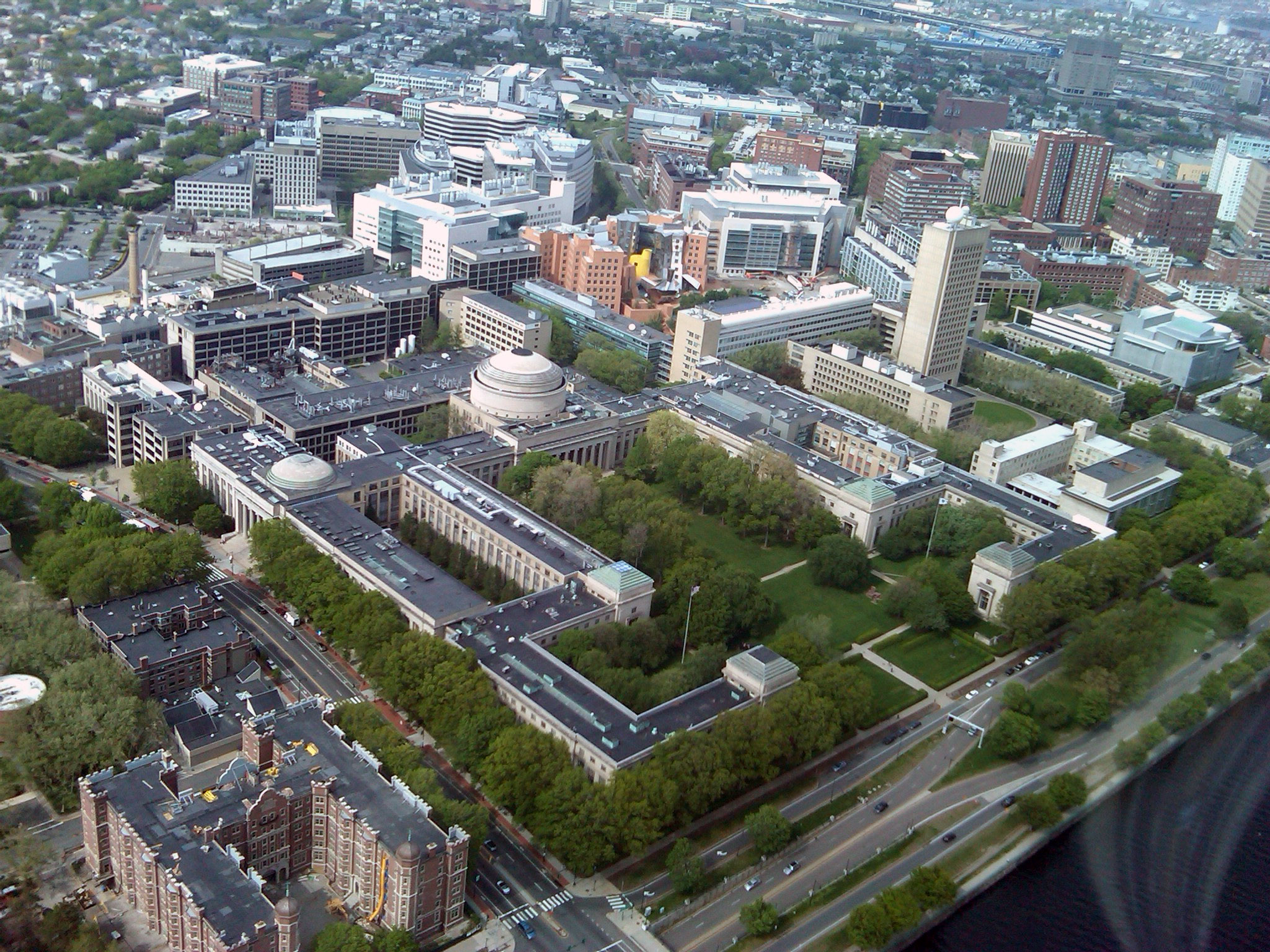
Imagem aérea do campus central da instituição

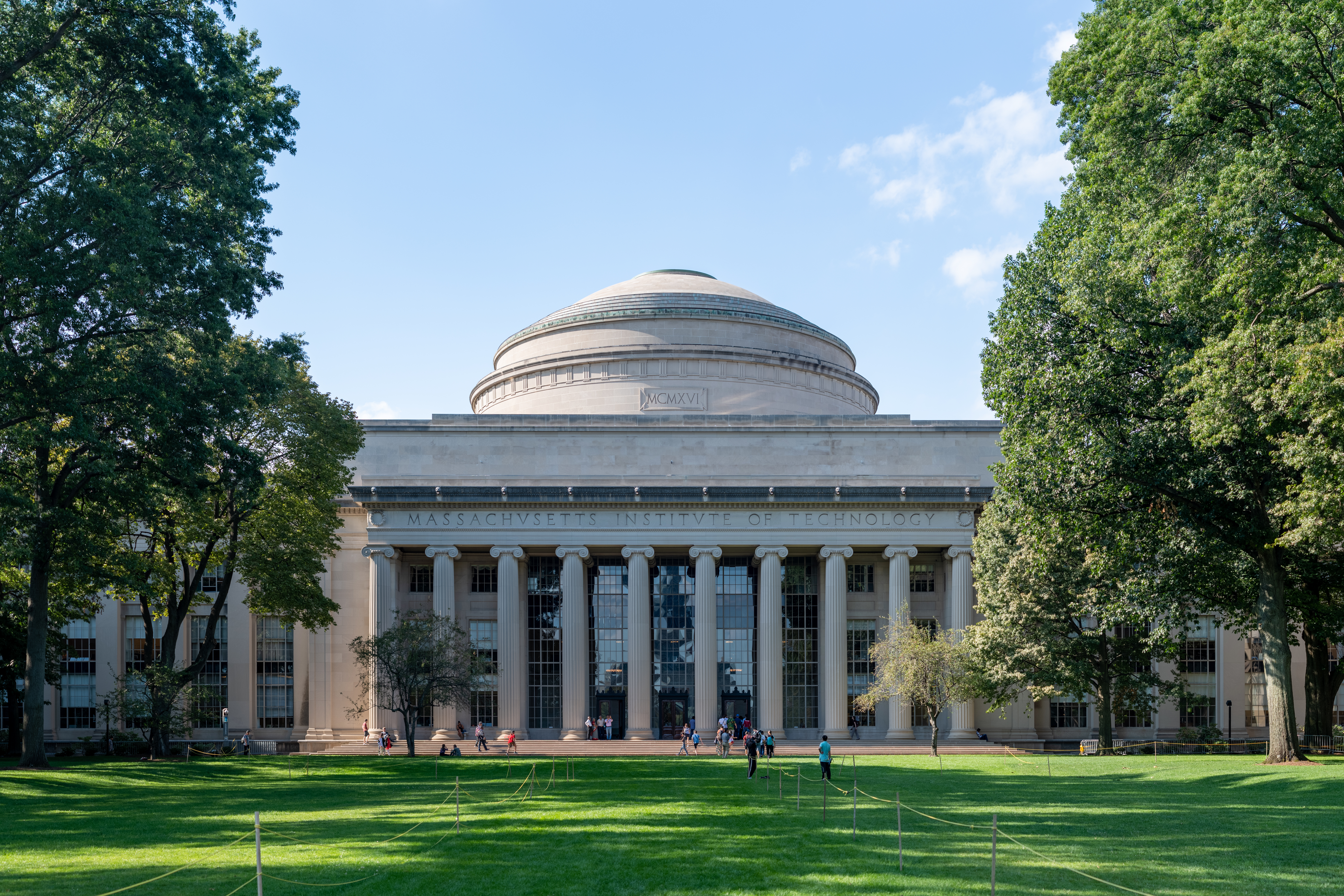
Cúpula do MIT

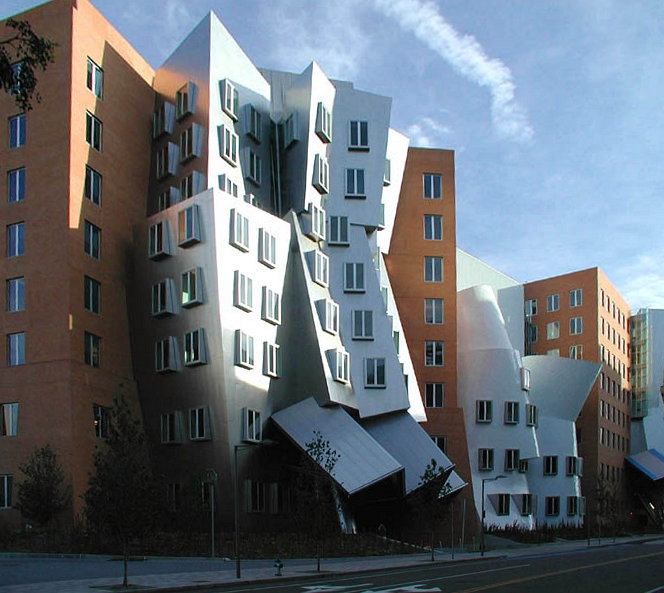
Sede do Departamento de Linguística e Filosofia do MIT

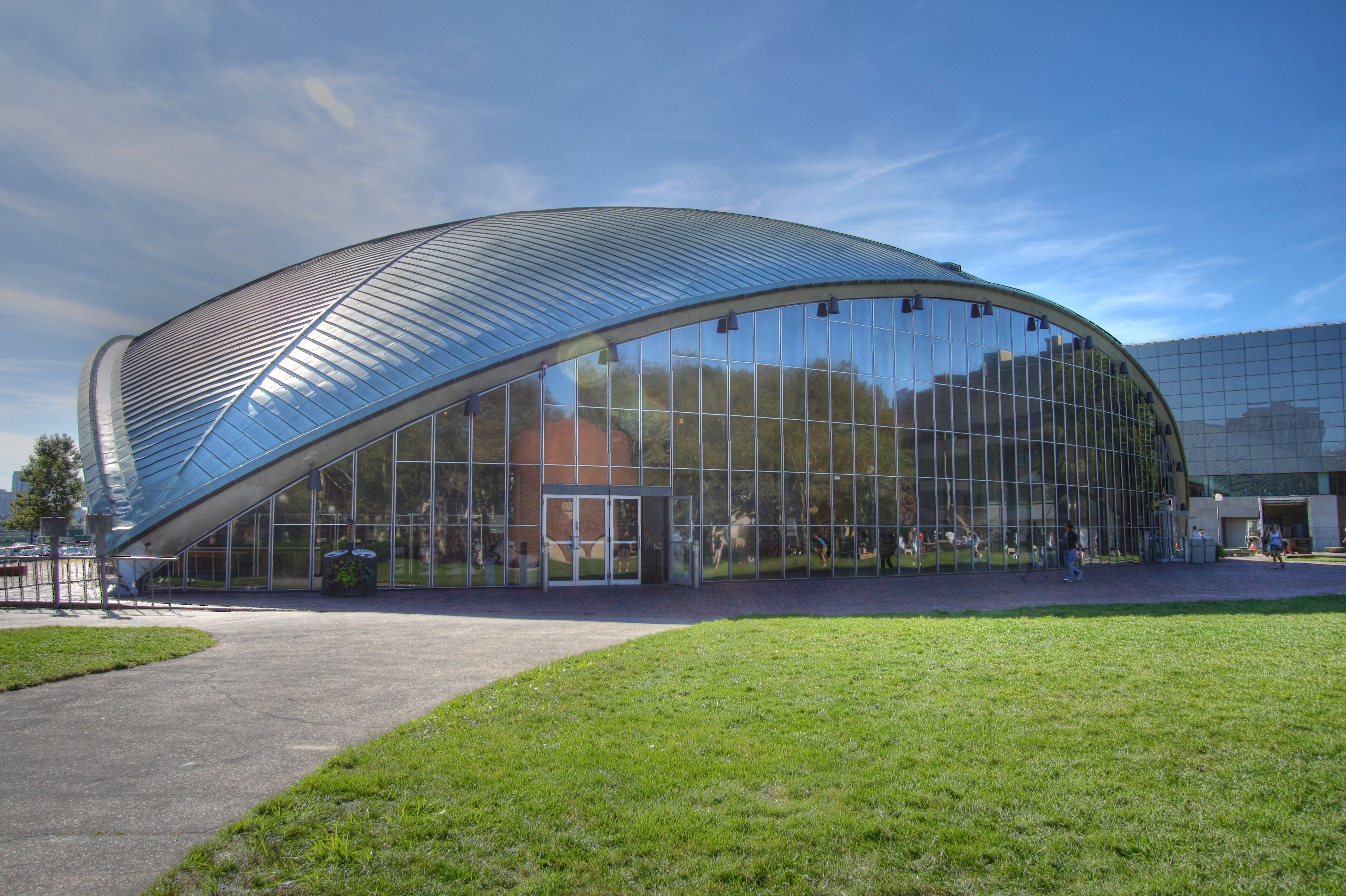
Auditório Kresge

O Instituto de Tecnologia de Massachusetts, na cidade de Cambridge (adjacente a Boston) na região de Middlesex, é uma das instituições universitárias mais importantes dos Estados Unidos, proporcionando educação em áreas como ciência ou tecnologia a cerca de 11 mil estudantes distribuídos em suas seis escolas.
Além disso, um grande número de pesquisadores e professores participam de seus programas, laboratórios, bibliotecas e demais centros de pesquisa, entre os quais encontram-se os melhores em educação, administração, indústria, engenharia e outras profissões. Prova disso são os 47 prêmios Nobel que estudaram em suas salas de aula. Ao longo dos seus anos de funcionamento, o MIT estabeleceu contato com outras universidades, governos e empresas em todos os países do mundo, o que resultou em uma rica mescla de pessoas, ideias e programas que têm como objetivo melhorar o bem-estar no mundo.

## Alojamentos

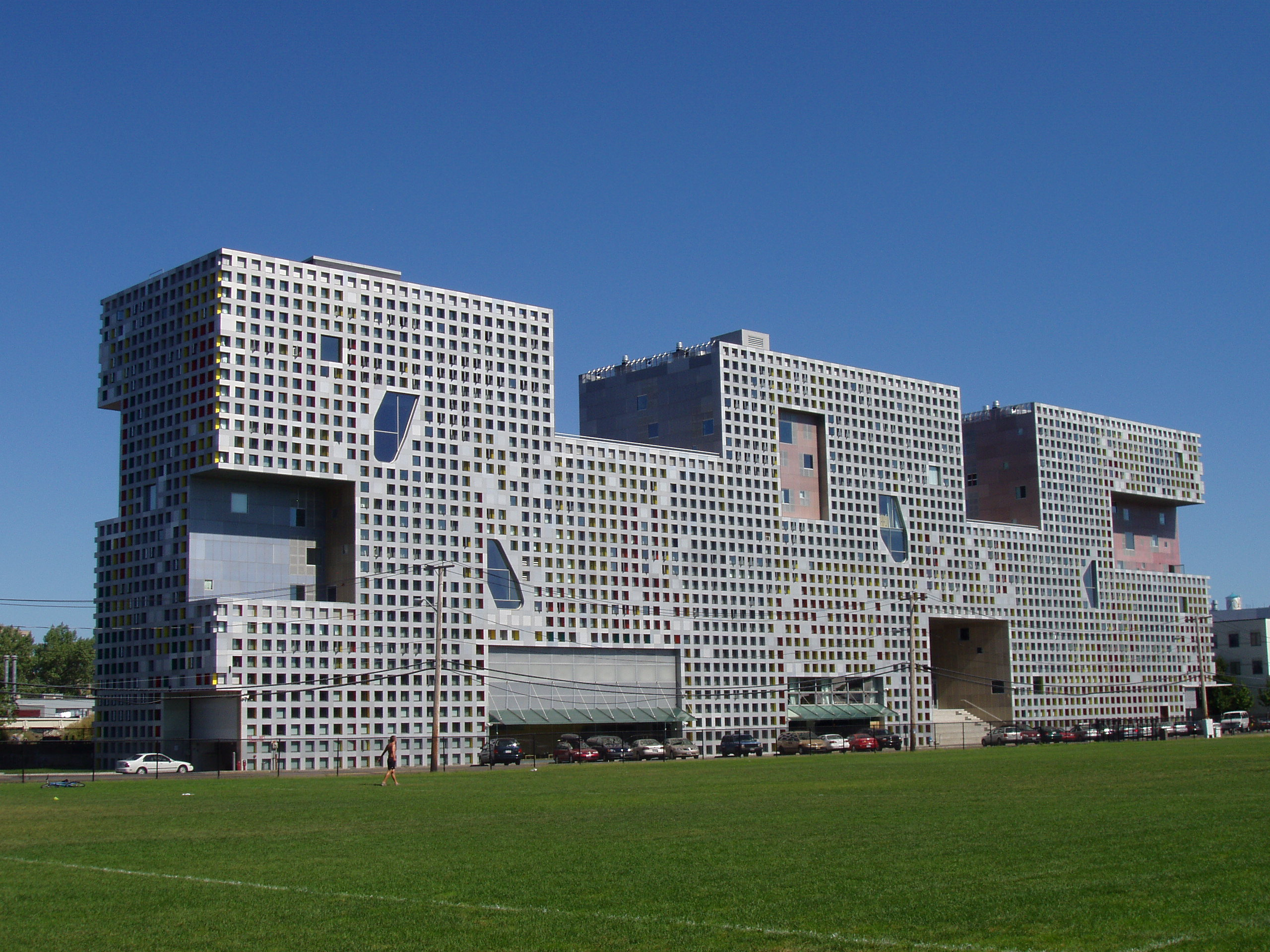
Simmons Hall, um dos alojamentos do MIT

Se você decidir estudar no Instituto de Tecnologia de Massachusetts, terá várias possibilidades de alojamento: dentro do campus, dependendo de estar cursando graduação ou pós-graduação, ou fora do campus. Os estudantes de graduação têm a possibilidade de se alojarem em uma das 11 residências ou 5 casas culturais, nas quais poderão crescer nos aspectos pessoal, social e acadêmico.[carece de fontes?]
Os quartos são individuais e estão mobiliados com cama, mesa, cadeira, luminária e armário. Além disso, as residências dispõem de serviços de lavanderia, salas de televisão, de jogos, de música e de computadores, e cada quarto dispõe de conexão de internet.[carece de fontes?]
O MIT oferece a seus estudantes de doutorado e mestrado um total de sete residências com as mesmas características e os mesmos serviços que as residências para estudantes de licenciatura e curso superior de curta duração. Alguns estudantes preferem morar fora do campus. Se esse é o seu caso, o serviço de alojamento fora do campus oferece a ajuda necessária para que você encontre uma casa na área de Boston que atenda às suas necessidades.[carece de fontes?]

## Financiamento
O MIT está entre as universidades mais caras do mundo. Os custos para um ano acadêmico (8 meses) são de US$ 79 850,00. Contudo, a universidade dedica uma grande parte do seu orçamento para ajudar os estudantes a financiar seus estudos nessa instituição (85% dos estudantes recebem algum tipo de ajuda financeira). Em 2006, a universidade investiu aproximadamente US$ 42 milhões em bolsas de estudo, valor que se soma aos US$ 5,3 milhões que os estudantes receberam de ajudas estaduais. Dessa forma, três de cada quatro estudantes do MIT recebem ajuda financeira. As decisões sobre admissão não levam em conta a situação financeira do estudante; todo estudante que necessite de ajuda econômica a receberá durante o tempo de duração dos seus estudos.[carece de fontes?]
Para optar por alguma dessas bolsas e auxílios, o estudante estrangeiro deverá preencher o Formulário para Solicitação de Ajuda Financeira a Estudantes de outros Países, que poderá ser encontrado em sua página da internet. Além disso, informações bastante completas estão disponíveis na página da internet Escritório de Ajuda Financeira da universidade.[carece de fontes?]

## Admissões
Conseguir admissão no MIT é extremamente difícil. Segundo as estatísticas de admissão, a taxa de aceitação é de aproximadamente 5% para estudantes americanos e 1% para estudantes internacionais. Para a turma de 2025, dos 24 074 alunos americanos que aplicaram para uma vaga, 1241 foram admitidos. Entre os 9165 estudantes estrangeiros de 119 países diferentes que solicitaram admissão, somente 123 foram aceitos.
Quase todos os aceitos tiveram empenho destacado em campos como música, artes, pesquisa científica ou esportes em âmbito regional, nacional ou internacional, e desempenho acadêmico que beira a perfeição. É recomendável que os aspirantes disponham de uma preparação prévia que consista em, no mínimo, quatro anos do idioma inglês e dois ou mais anos de história, estudos sociais, matemática, biologia, química ou física.[carece de fontes?]
Da mesma forma, os estudantes têm a possibilidade de fazer uma entrevista pessoal com uma pessoa da universidade em seu próprio país. A entrevista não é de caráter obrigatório, mas se decidir fazê-la, é sua responsabilidade comparecer. A data máxima para essas entrevistas é 15 de dezembro do ano anterior ao que pretender cursar o MIT. Diferentemente dos aspectos anteriores, existe também uma série de requisitos imprescindíveis, como a realização de três exames: o SAT I ou o ACT; o TOEFL, no caso de a língua materna não ser o inglês; e das disciplinas do SAT II, que seriam matemática por um lado e física, química ou biologia por outro.[carece de fontes?]

## Cursos de pós-graduação
O Instituto de Tecnologia de Massachusetts é uma das melhores instituições do EUA em proporcionar educação aos estudantes de todo o mundo. De acordo com essa linha, seus programas de doutorado e mestrado são dos mais completos e importantes dos EUA, razão da sua grande demanda.[carece de fontes?]
Sua página da web contém uma relação com todos os cursos oferecidos, além de dispor de toda a informação necessária para inscrição. Entre esses programas, destacam-se os mestrados em:
- Ciência
- Computação
- Engenharia
- Arquitetura
- Urbanismo
- Administração e Negócios
- Meio Ambiente

Quanto aos programas de doutorado, destacam-se:
- Filosofia
- Ciências